# Michelangelo Guggenheim
Michelangelo Guggenheim (Venecia, 17 de noviembre de 1837-Venecia, 21 de septiembre de 1914) fue un comerciante y coleccionista de arte italiano, considerado como uno de los mayores anticuarios venecianos durante la segunda mitad del siglo XIX y de los más consagrados en Italia junto con  Stefano Bardini y Giulio Sambon.

## Biografía
En 1858, Guggenheim abrió un taller de talla de madera junto a su primer negocio de antigüedades en la "calle dei Fuseri", en las proximidades de Campo San Luca. En 1877 se estableció en el palacio Balbi, que reformó, trasladando a su interior su importante colección de arte, y donde creó el "laboratorio para las artes industriales", especializado en la elaboración de muebles y objetos decorativos que él mismo diseñaba.
En 1910 la renombrada fábrica cerró sus puertas y en noviembre de 1912, su hijo Giorgio Guggenheim, subastó en París algunas piezas de la colección del padre y de la tienda. Finalmente, en septiembre de 1913 se pusieron a la venta el resto de las obras.
En 1872 se inauguró el Liceo Artístico "Michelangelo Guggenheim" de Venecia, como homenaje a su figura.